# Tommaso Ceva
Tommaso Ceva (Milánó, 1648. december 20. – 1737. február 3.) olasz matematikus és költő, jezsuita szerzetes, Giovanni Cevának, a Ceva-tétel felfedezőjének az öccse.

## Családja
Ceva apja, Carlo Francesco Ceva (1610–1690) vagyonos ember volt: ingatlankereskedelemmel foglalkozott, valamint adóügyi hivatalnok volt, aki 1639-ben vette feleségül Paola Columbót. A házasságból nyolc gyermek született: Laura Maria Francesca Elisabetta (1640), Clara Giustina Bonaventura (1642), Iginio Nicolò (1644), Francesco (1645), Giovanni Benedetto (1647), Tommaso (1648), Teresa Francesca (1650) és Cristoforo Vittore (1652).

## Munkássága
Számos műve közül az egyik a Jesus puer című költemény, amely több nyelven, számos alkalommal megjelent, többek között Nagyszombatban is, 1693-ban, majd 1697-ben ismét. De natura serum (Milánó, 1669) című értekezésében Newton gravitáció-tanát terjesztette Itáliában. Opuscula mathematica (Milánó, 1699) című művében a szögmérést vizsgálja. Feltalált egy eszközt is a szögnek három részre osztására. Megírta Lemene olasz költő életrajzát (Milánó, 1706).